# Don Buchla

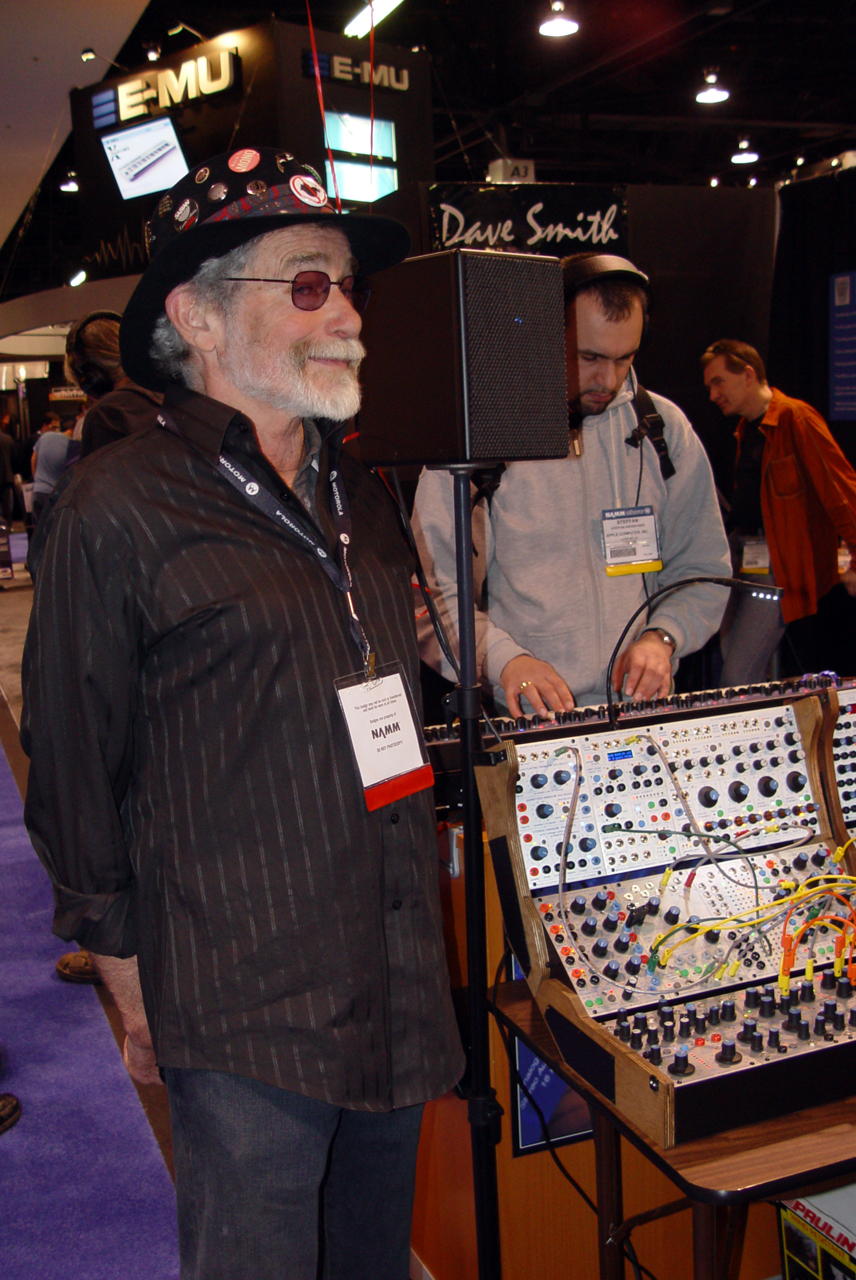
Don Buchla mit dem Buchla 200e auf der NAMM Show 2006

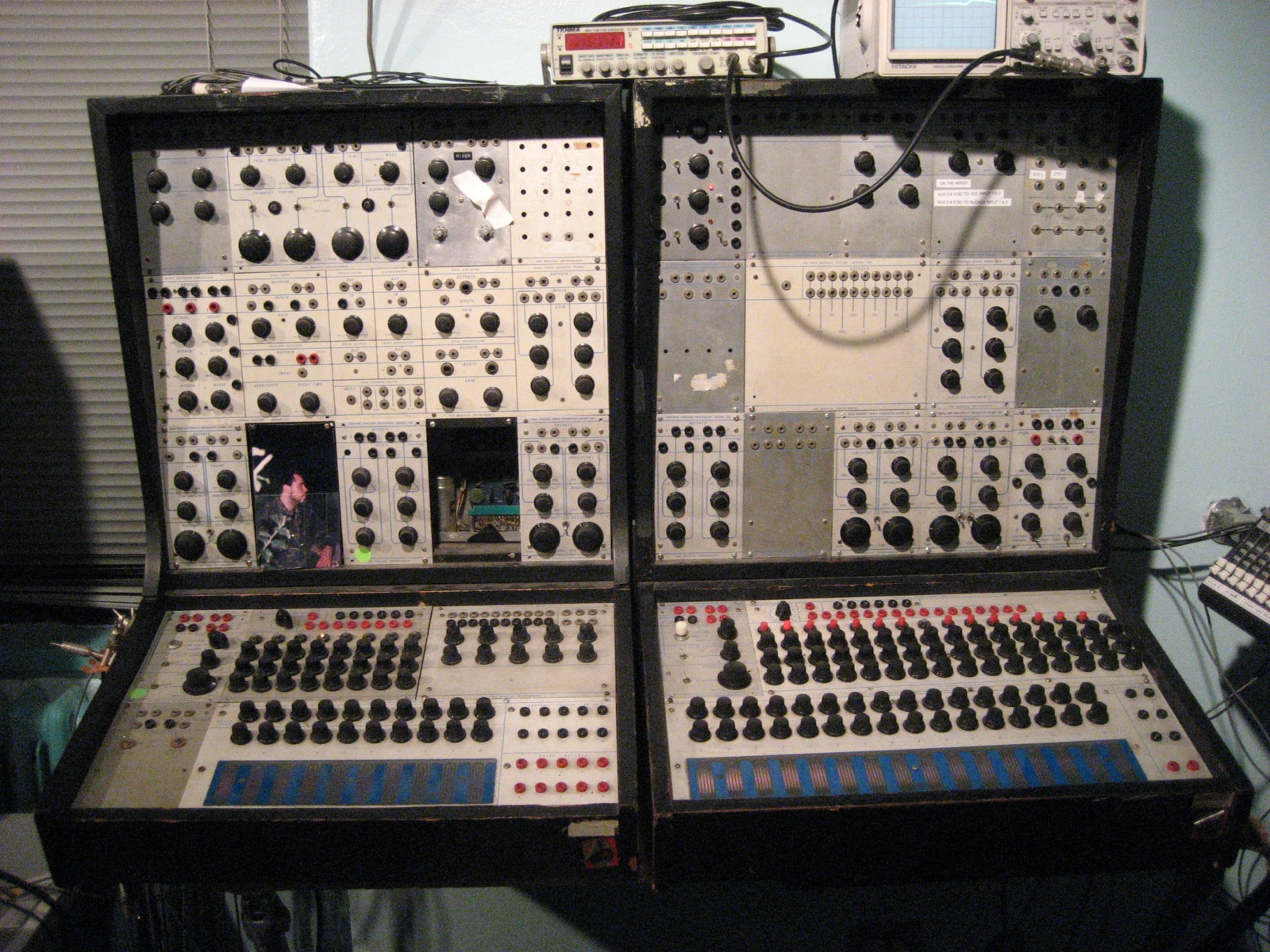
Buchla Series 100

Donald „Don“ Buchla (* 18. April 1937 in South Gate, Kalifornien; † 14. September 2016) war ein amerikanischer Entwickler und Hersteller von elektronischen Musikinstrumenten. Er gilt als ein Pionier der Synthesizer-Geschichte.

## Leben
Buchla studierte Physik, Physiologie und Musik. 1962 gründete er in Berkeley Buchla and Associates, eine Firma für elektronische Musikinstrumente. In Zusammenarbeit mit den Avantgarde-Musikern Ramon Sender und Morton Subotnick, den Begründern des San Francisco Tape Music Centers, begann Buchla mit der Entwicklung eines elektronischen Klangerzeugers für Live-Aufführungen. Dank Förderung durch die Rockefeller Foundation konnte er 1963 mit dem Buchla Series 100 seinen ersten modularen Synthesizer fertigstellen. Buchlas Gerät verzichtete auf eine herkömmliche Klaviatur und wurde über berührungsempfindliche Touchpads und Drehregler gesteuert. 1966 begann Buchla mit dem Verkauf, unterlag aber den kommerziell erfolgreicheren Moog-Synthesizern. 1969 verkaufte Buchla seine Buchla Series 100 an die CBS, welche die Serie jedoch bald darauf wieder vom Markt nahm, weil darin „kein kommerzieller Nutzen“ erkennbar gewesen sei.
1970 stellte Buchla die Buchla 200 series Electric Music Box vor, die bis 1985 hergestellt wurde. Es folgte 1971 mit der Buchla Series 500 der erste digital kontrollierte Analogsynthesizer und der Buchla Series 300 mit Mikroprozessoren. 1972 stellte Buchla The Music Easel (easel = Staffelei) vor, einen kleinen tragbaren „All-in-One“-Synthesizer. Der 1982 veröffentlichte Buchla 400 besaß ein Display. 1987 erschien der MIDI-fähige Buchla 700.
Ab den 1990er Jahren konzentrierte sich Buchla auf die Herstellung alternativer MIDI-Controller wie das Buchla Thunder mit Berührungssensoren, den Controller Buchla Lightning (Lightning I, 1991 und Lightning II, 1995) in Form einer Leuchtstoffröhre, der mittels Infrarot-Bewegungsmelder arbeitet und das Marimba Lumina eine Art elektronisches Marimbaphon.
Mit dem wiedererwachten Interesse an analogen Synthesizern ab den 2000er Jahren präsentierten Buchla and Associates eine überarbeitete Version der 200 series, die digital gesteuert wurde, nunmehr als 200e bezeichnet.
Auf der NIME-05, der fünften New Interfaces for Musical Expression-Konferenz in Vancouver, hielt Don Buchla eine Vorlesung, begleitet von einer großen Werkschau der zahlreichen Instrumente, die er und sein Team in den Jahren geschaffen haben.
2002 wurde er mit dem SEAMUS Lifetime Achievement Award ausgezeichnet.

## Sonstiges
Buchlas Sohn Ezra Buchla ist ein Gründungsmitglied der experimentellen Punkband The Mae Shi aus Los Angeles.
Der Buchla Thunder war Vorlage für den inzwischen neu aufgelegten Sensel Thunderl MIDI-Controller. Auch der Marimba Lumuna wird wieder als Replik produziert.